# Okochi Hideki
Hideki Okochi (sinh ngày 9 tháng 9 năm 1985) là một cầu thủ bóng đá người Nhật Bản.

## Sự nghiệp câu lạc bộ
Hideki Okochi đã từng chơi cho Vegalta Sendai.